# Megachile gibbidens
Megachile gibbidens är en biart som beskrevs av Joseph Vachal 1910. Megachile gibbidens ingår i släktet tapetserarbin, och familjen buksamlarbin. Inga underarter finns listade i Catalogue of Life.